# ديك غامبل
ديك غامبل هو لاعب هوكي الجليد كندي، ولد في 16 نوفمبر 1928 في مونكتون في كندا، وتوفي في 22 مارس 2018 في قرية بيتسفورد في الولايات المتحدة بسبب قصور القلب.

## وصلات خارجية
- ديك غامبل على موقع دوري الهوكي الوطني (الإنجليزية)
- ديك غامبل على موقع EliteProspects.com (الإنجليزية)
- ديك غامبل على موقع HockeyDB.com (الإنجليزية)
- ديك غامبل على موقع Hockey-Reference.com (الإنجليزية)